# Shimiliguda
Shimiliguda est un village du district d'Alluri Sitharama Raju dans l'État d'Andhra Pradesh en Inde. 